# Fufius albovittatus
Fufius albovittatus là một loài nhện trong họ Cyrtaucheniidae. Loài này phân bố ờ Brasil.